# ルイーゼ・フォン・メクレンブルク
ルイーゼ・フォン・メクレンブルク（独：Luise von Mecklenburg, 1667年8月28日 - 1721年3月15日）は、デンマーク＝ノルウェーの王フレデリク4世の最初の妃。

## 生涯
メクレンブルク＝ギュストロー公グスタフ・アドルフとホルシュタイン＝ゴットルプ公フレゼリク3世の娘マグダレーネ・ジビッレとの間にギュストローで生まれた。
ルイーゼは、メクレンブルク＝ギュストローの敬虔で比較的質素な宮廷で育った。11人のきょうだいのうち8人が成人したが、みな女子であった。将来の夫となるデンマーク王太子フレデリク（後のフレデリク4世）がドイツで結婚相手を探していたときに、ルイーゼと出会った。
1695年12月5日、ルイーゼはコペンハーゲンにおいて王太子であったフレデリクと結婚し、1699年に夫の即位に伴いデンマーク王妃となった。2人の塗油の儀式は1700年にフレデリックスボー城の教会で行われた。
ルイーゼは情事を繰り返す夫に悩まされた。生涯の間に、フレデリクは2度貴賤結婚を繰り返した。義母のシャルロッテ・アマーリエとは異なり、ルイーゼはこの状況を受け入れるのが難しく、侮辱であると感じた。ルイーゼは夫を非難したが、それが時として宮廷で恥ずかしい事態を起こした。ルイーゼの深い宗教心は、不幸な結婚生活からの逃避でもあったと考えられている。ルイーゼの死後わずか数日後にフレデリクは貴賤結婚をし、最愛の妻で2番目の貴賤結婚の相手であったアンナ・ソフィー・レーヴェントローとは正式に結婚し、後に王妃とした。
ルイーゼは宮廷の公式行事に出席し王妃としての義務を果たしたが、それ以外の時はひっそりと静かな生活を送った。ルイーゼは夫ほど人気がなかった。後にルイーゼはデンマーク内の3つの領地（ヘルスホルム、ルングテガルド、エベロドガルド）を受け取ったが、自身では管理しなかった。
ルイーゼは、後にクリスチャン6世となる息子クリスチャンと親密で建設的な関係を築いた。クリスチャンもまた強い宗教心を持つようになり、母親と同様にかなり内気な性格となった。
ルイーゼは膨大な書籍のコレクションを残し、現在はコペンハーゲンの王立図書館に保管されている。ほとんどの本は宗教関連のものであった。ルイーゼはドイツ語の本しか持っていなかったため、デンマーク語を話せなかったか、デンマーク語をあまり使おうとしなかったと考えられている。

## 子女
2人の間には5子が生まれたが、うち3子は早世した。
- クリスチャン（1697年 - 1698年）
- クリスチャン6世（1699年 - 1746年） - デンマーク王
- フレゼリク・カール（1701年 - 1702年）
- ヨルゲン（1703年 - 1704年）
- シャルロッテ・アマーリエ（1706年 - 1782年） - 未婚